# Poecilomorpha adusta
Poecilomorpha adusta is een keversoort uit de familie halstandhaantjes (Megalopodidae). De wetenschappelijke naam van de soort werd in 1891 gepubliceerd door Friedrich Otto Gustav Quedenfeldt.